# Bayut
Bayut é um site de propriedades com sede nos Emirados Árabes Unidos e parte do Emerging Markets Property Group que hospeda listagens de imóveis residenciais e comerciais em todo o território dos Emirados Árabes Unidos.

## História
A Bayut foi fundada em 2008 pelos irmãos Zeeshan e Imran Ali Khan, após o lançamento do Zameen.com no Paquistão. Seu irmão mais velho, Haider Ali Khan, se tornou CEO da empresa em 2014 e iniciou uma campanha de investimentos.
Depois que a EMPG, empresa matriz da Bayut, levantou fundos substanciais de $ 100 milhões no início de 2019, liderados pela KCK Group, uma empresa de investimentos californiana Bayut adquiriu os ativos da Lamudi no Oriente Médio, que operavam nos Emirados Árabes Unidos, Arábia Saudita e Jordânia, e se expandiu para a Arábia Saudita. No mesmo ano, Chris Hemsworth estrelou um comercial da Bayut.
Em abril de 2020, a EMPG e o Grupo OLX, com sede na Holanda, anunciaram a fusão de seus negócios nos Emirados Árabes Unidos, Egito, Líbano, Arábia Saudita, Kuwait, Catar, Bahrein, Paquistão e Omã, juntamente com o site de classificados de propriedade da OLX em Dubai, Dubizzle. Em maio de 2020, a EMPG adquiriu ainda a Lamudi Global, com ativos nas Filipinas, México e Indonésia.

## Investimento
A Bayut é uma das startups de tecnologia mais bem financiadas da região do CCG. A sua empresa matriz, Emerging Markets Property Group, levantou um total de 310 milhões de dólares ao longo de várias rondas de investimento. Eles foram apoiados por investidores experientes, como a KCK Group e a Exor Seeds, alimentando a expansão e o crescimento da Bayut no Oriente Médio. Em abril de 2020, a EMPG levantou US $150 milhões em sua última rodada de investimentos, elevando a avaliação do grupo para US $1 bilhão.